# Pseudocanthon vitraci
Pseudocanthon vitraci là một loài bọ cánh cứng trong họ Bọ hung (Scarabaeidae).